# Digonogastra guatemalensis
Digonogastra guatemalensis är en stekelart som först beskrevs av Cameron 1887.  Digonogastra guatemalensis ingår i släktet Digonogastra och familjen bracksteklar. Inga underarter finns listade i Catalogue of Life.